# Spe salvi
Spe Salvi (z łac. Nadzieją zbawieni) – druga encyklika papieża Benedykta XVI. Poświęcona jest nadziei w życiu chrześcijanina. Została ogłoszona i opublikowana 30 listopada 2007 roku w ośmiu językach (angielski, francuski, niemiecki, włoski, łacina, polski, portugalski i hiszpański). Zapisana została w 50 paragrafach.
Tytuł encykliki nawiązuje do tekstu w nadziei już jesteśmy zbawieni z listu św. Pawła do Rzymian (Rz 8,24).